# Fridolino di Säckingen

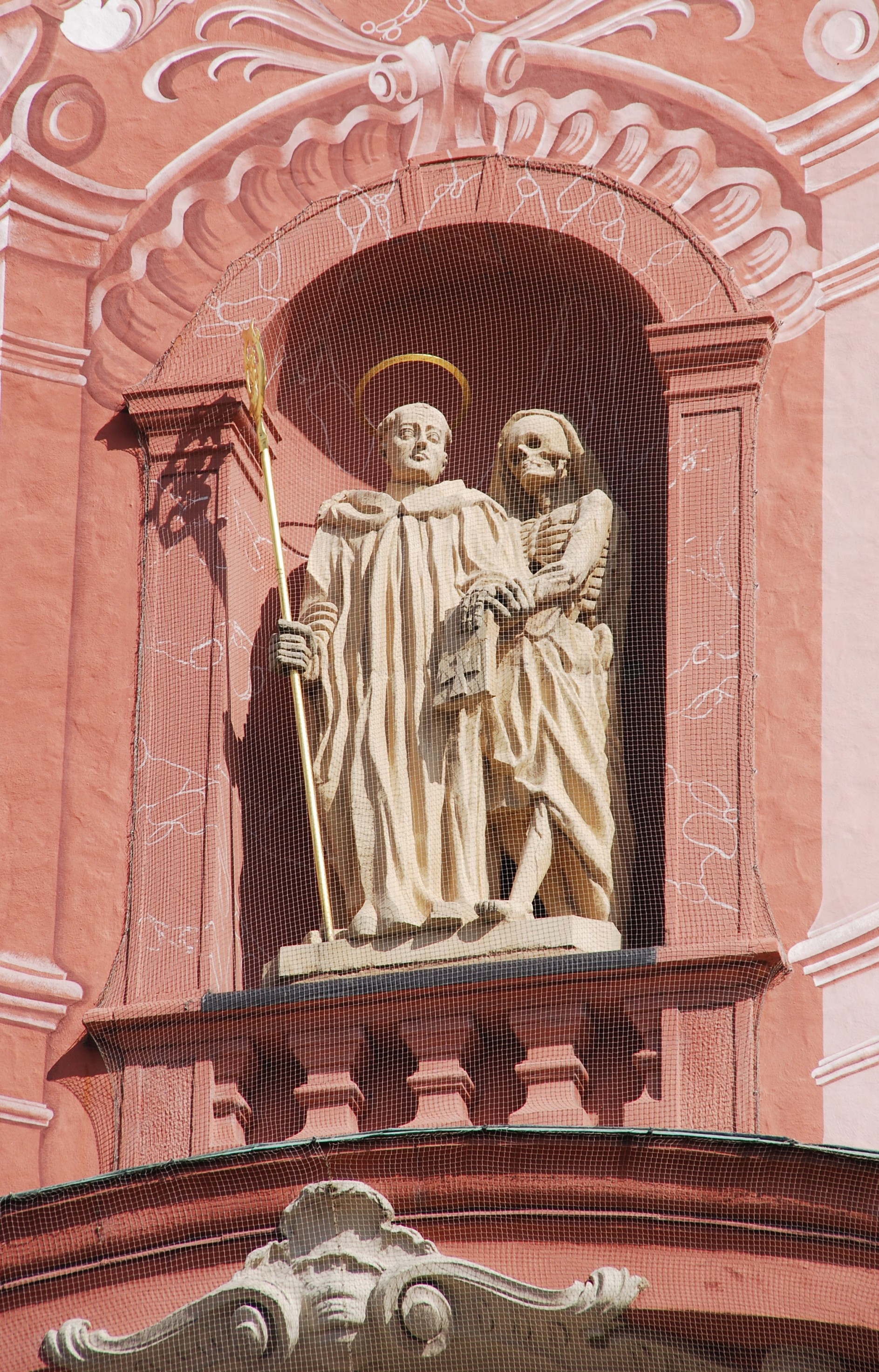
Michael Speer, San Fridolino e Orso, Fridolinsmünster in Bad Säckingen (1727)

Fridolino di Säckingen (Irlanda, ... – Bad Säckingen, 6 marzo 538), nato secondo la tradizione in Irlanda, fu un missionario e fondò l'abbazia di Säckingen (Baden), nel VI o VII secolo. È venerato come santo ed è ricordato come l'apostolo degli Alemanni.

## Agiografia
Ci sono poche notizie certe su Fridolino. Egli è tradizionalmente venerato come un missionario irlandese e il primo all'opera tra gli Alemanni dell'Alto Reno, al tempo dei Merovingi. L'unica parte della Vita che può essere considerata storicamente accettabile è che egli fondò un monastero sull'isola di Säckingen nel Reno. Non ci sono informazioni precise sulla data della fondazione. Il monastero, tuttavia, era di grande importanza già dal IX secolo: il documento più antico registra una donazione del 10 febbraio 878 del monastero di Carlo il Grosso a sua moglie Richarda.
Secondo la biografia scritta da Balther, un monaco di Säckingen, all'inizio dell'XI secolo, Fridolino apparteneva ad una famiglia nobile in Irlanda e in un primo momento era un missionario. Successivamente attraversando la Francia, giunse a Poitiers, dove in seguito ad una visione, cercava le reliquie di sant'Ilario e costruì una chiesa per esse. Sant'Ilario successivamente gli apparve in sogno e gli ordinò di spostarsi in un'isola del Reno, nei territori degli Alemanni. In obbedienza a questa chiamata, Fridolino si avvicinò al re Clodoveo, che gli concesse il possesso dell'isola ancora sconosciuta, e quindi procedette attraverso Strasburgo e Coira, fondando chiese in ogni distretto in onore di sant'Ilario.
Ancora secondo la Vita, egli trascorse molto tempo nel territorio che ora è la Svizzera, dove convertì Urso, un grande proprietario terriero. Alla sua morte Urso lasciò tutte le sue grandi proprietà terriere (ora il Cantone di Glarona) a Fridolino, che vi fondò numerose chiese dedicate a sant'Ilario (da qui l'origine del nome Glarus). Landolfo, fratello di Urso non aveva riconosciuto la legittimità del dono e portò Fridolino dinanzi a un tribunale a Rankweil per dimostrare il suo titolo. Fridolino allora avrebbe fatto tornare Urso dai morti per confermare di persona il lascito, mentre Landolfo terrorizzato accettava di donare tutto a Fridolino. Fridolino è quindi spesso rappresentato con un cadavere in decomposizione, in riferimento a questa storia.
Alla fine, raggiunta l'isola di Säckingen nel Reno, Fridolino riconobbe in essa l'isola indicata nel sogno, e iniziò a costruirvi una chiesa. Gli abitanti delle rive del Reno, però, che usavano l'isola come pascolo per il bestiame, scambiarono Fridolino per un ladro di bestiame e lo cacciarono. Dopo aver mostrato l'atto di donazione di re Clodoveo, gli fu permesso di ritornare e di fondare una chiesa e un monastero sull'isola. Poi ripreso il suo lavoro di missionario. Fondò il "monastero scozzese" (Schottenstift) a Costanza ed estese la sua missione ad Augusta.
Morì il 6 marzo e fu sepolto a Säckingen.
Balther, lo scrittore di questa leggenda agiografica, sostiene di aver ricavato le sue informazioni da una biografia scoperta nel monastero di Ellen sulla Mosella, fondato da Fridolino e che, siccome non era in grado di copiarlo per mancanza di pergamena e inchiostro, egli l'aveva imparato a memoria. Questo può significare semplicemente che Balther, non avendo trovato nessuna fonte scritta, fu costretto a fare affidamento sulla tradizione orale per scrivere la sua biografia. Nessun autore antico parla di Fridolino.

## Culto

Stemma del Canton Glarona con san Fridolino

Dal Martirologio Romano al 6 marzo: «A Säckingen nel territorio dell'odierna Svizzera, san Fridolino, abate, che, originario dell'Irlanda, vagò pellegrino per la Francia, finché fondò a Säckingen due monasteri in onore di sant'Ilario.»